# Хатън
Хатън (на английски: Hatton) е град в окръг Адамс, щата Вашингтон, САЩ. Хатън е с население от 98 жители (2000) и обща площ от 1 km². Намира се на 327 m надморска височина. ЗИП кодът му е 99332, 99344, а телефонният му код е 509.